# Кивалина (Аляска)
Кивалина (англ. Kivalina, эским. Kivalliñiq) — город и деревня в боро Нортуэст-Арктик, штат Аляска, США. По данным переписи 2000 года население составило 377 человек, по данным переписи 2010 года — 374 человека.
Остров, на котором расположен город находится под влиянием повышения уровня моря и береговой эрозии. По прогнозу 2013 года остров может быть полностью затоплен уже к 2025 году.

## История
В 1960 году в Кивалине была построена взлётно-посадочная полоса. Город был инкорпорирован 23 июня 1969 года. В 1970-х была построена новая школа.

## География
По данным Бюро переписи населения США площадь населённого пункта составляет 10,0 км², из них суша составляет 4,8 км², а водные поверхности — 5,2 км². Расположен на южной оконечности барьерного острова, который протянулся между Чукотским морем и лагуной в устье реки Кивалина. Находится в 130 км к северо-западу от города Коцебу.
В связи с активным размывом острова вполне вероятен перенос населённого пункта на другое место, примерно в 12 км от современного местоположения. Продолжается изучение новых территорий под перенос города. Согласно данным Инженерных войск США ориентировочная стоимость переноса Кивалины составляет от 95 до 125 млн $; Счётная Палата США называет цифры от 100 до 400 млн $.

## Население
По данным переписи 2000 года население города составляло 377 человек. Расовый состав: коренные американцы — 96,55 %; белые — 3,45 %.
Доля лиц в возрасте младше 18 лет — 44,0 %; от 18 до 24 лет — 13,3 %; от 25 до 44 лет — 20,7 %; от 45 до 64 лет — 15,9 % и старше 65 лет — 6,1 %. Средний возраст населения — 21 год. На каждые 100 женщин приходится 106,0 мужчин; на каждые 100 женщин в возрасте старше 18 лет — 113,1 мужчин.
Из 78 домашних хозяйств в 61,5 % — воспитывали детей в возрасте до 18 лет, 62,8 % представляли собой совместно проживающие супружеские пары, 15,4 % — женщины без мужей, 17,9 % не имели семьи. 16,7 % от общего числа хозяйств на момент переписи жили самостоятельно, при этом 3,8 % составили одинокие пожилые люди в возрасте 65 лет и старше. В среднем домашнее хозяйство ведут 4,83 человек, а средний размер семьи — 5,50 человек.
Средний доход на совместное хозяйство — $30 833; средний доход на семью — $30 179. Средний доход на душу населения составлял $8360.
Динамика численности населения города по годам:
| 1930 | 1940 | 1950 | 1960 | 1970 | 1980 | 1990 | 2000 | 2010 |
| ---- | ---- | ---- | ---- | ---- | ---- | ---- | ---- | ---- |
| 99   | 98   | 117  | 142  | 188  | 241  | 317  | 377  | 374  |

## Транспорт
В городе находится аэропорт Кивалина.